# Simophis rhinostoma
Simophis rhinostoma là một loài rắn trong họ Rắn nước. Loài này được Schlegel mô tả khoa học đầu tiên năm 1837.